# Codonopsis viridiflora
Codonopsis viridiflora là loài thực vật có hoa trong họ Hoa chuông. Loài này được Maxim. mô tả khoa học đầu tiên năm 1881.